# Paul Wachler
Paul Wachler (* 14. Februar 1834 in Malapane, Landkreis Oppeln; † 13. Mai 1912 in Eisleben) war zunächst ein preußischer Bergbeamter, ehe er Generaldirektor der montanindustriellen Werke der Henckel von Donnersmarck und später Geschäftsinhaber des Schlesischen Bankvereins wurde.

## Leben
Wachler war der Sohn des Richters und Politikers Ernst Wachler und Enkel des Literaturhistorikers Ludwig Wachler. Nach dem Abschluss des juristischen Studiums und des Vorbereitungsdienst für den preußischen Justiz- und Verwaltungsdienst war er von 1861 bis 1864 Hilfsarbeiter beim Oberbergamt in Breslau. Im Jahr 1874 wurde er zum Oberbergrat in Halle an der Saale ernannt. Zwischen 1883/84 und 1891 war er Generaldirektor der Werke von Hugo Henckel von Donnersmarck. Auch nach dem Ausscheiden aus dem Dienst bei von Donnersmarck blieb Wachler dessen Vertrauter.
Im Jahr 1882 war er Gründungsmitglied der Handelskammer in Oppeln. Zwischen 1883/84 und 1891 war Wachler Chef des Schlesischen Bankvereins in Breslau.
Er gehörte 1892/93 dem Zollbeirat an und war 1898 Mitglied des wirtschaftlichen Ausschusses zur Vorbereitung handelspolitischer Maßnahmen. Im Jahr 1898 war er maßgeblich an der Sanierung der griechischen Staatsfinanzen beteiligt.
Wachler war Mitglied und Vorsitzender zahlreiche Aufsichtsräte. Er gehörte unter anderem dem Aufsichtsrat der Dresdner Bank an, die sich verstärkt im schlesischen Industrierevier engagieren wollte. Des Weiteren war er stellvertretendes Aufsichtsratsmitglied Vereinigte Königs- und Laurahütte, der Kattowitzer AG für Bergbau und Eisenhüttenbetrieb sowie der SAG. Er stieg auch in der Dresdner Bank zum stellvertretenden Aufsichtsratsmitglied auf.
Außerdem war er auch Mitglied des Börsenausschusses in Berlin. Seit 1900 engagierte er sich im Handelsvertragsverein.
Von 1867 bis zum 2. Januar 1875, als er sein Mandat niederlegte, gehörte er als Mitglied der freikonservativen Partei dem Preußischen Abgeordnetenhaus an. 1871 und 1872 hatte er im Abgeordnetenhaus die Funktion des Schriftführers inne. Seit 1902 saß er im Preußischen Herrenhaus.